# Landepéreuse

Landepéreuse este o comună în departamentul Eure, Franța. În 1 ianuarie 2018 avea o populație de 391 de locuitori.